# Marokko op de Olympische Jeugdwinterspelen 2012
Marokko was een van de landen die deelnam aan de Olympische Jeugdwinterspelen 2012 in Innsbruck, Oostenrijk.

## Medailleoverzicht
| Sport       | Olympiër       | Onderdeel   | Medaille |
| ----------- | -------------- | ----------- | -------- |
| Alpineskiën | Adam Lamhamedi | super-g (m) | Goud     |

## Deelnemers en resultaten
(m) = mannen, (v) = vrouwen 

### Alpineskiën
| Olympiër       | Onderdeel           | Resultaat | Prestatie          |
| -------------- | ------------------- | --------- | ------------------ |
| Adam Lamhamedi | super g (m)         | Goud      | 1.04,45            |
| Adam Lamhamedi | supercombinatie (m) | -         | - (-) (DNF, -)     |
| Adam Lamhamedi | reuzenslalom (m)    | -         | - (-) (DNF, -)     |
| Adam Lamhamedi | slalom (m)          | -         | - (-) (48,14, DNF) |